# Libochovany
Libochovany (deutsch: Libochowan) ist eine Gemeinde in Tschechien, gelegen im Elbtal nahe der Porta Bohemica im Böhmischen Mittelgebirge.

## Geschichte

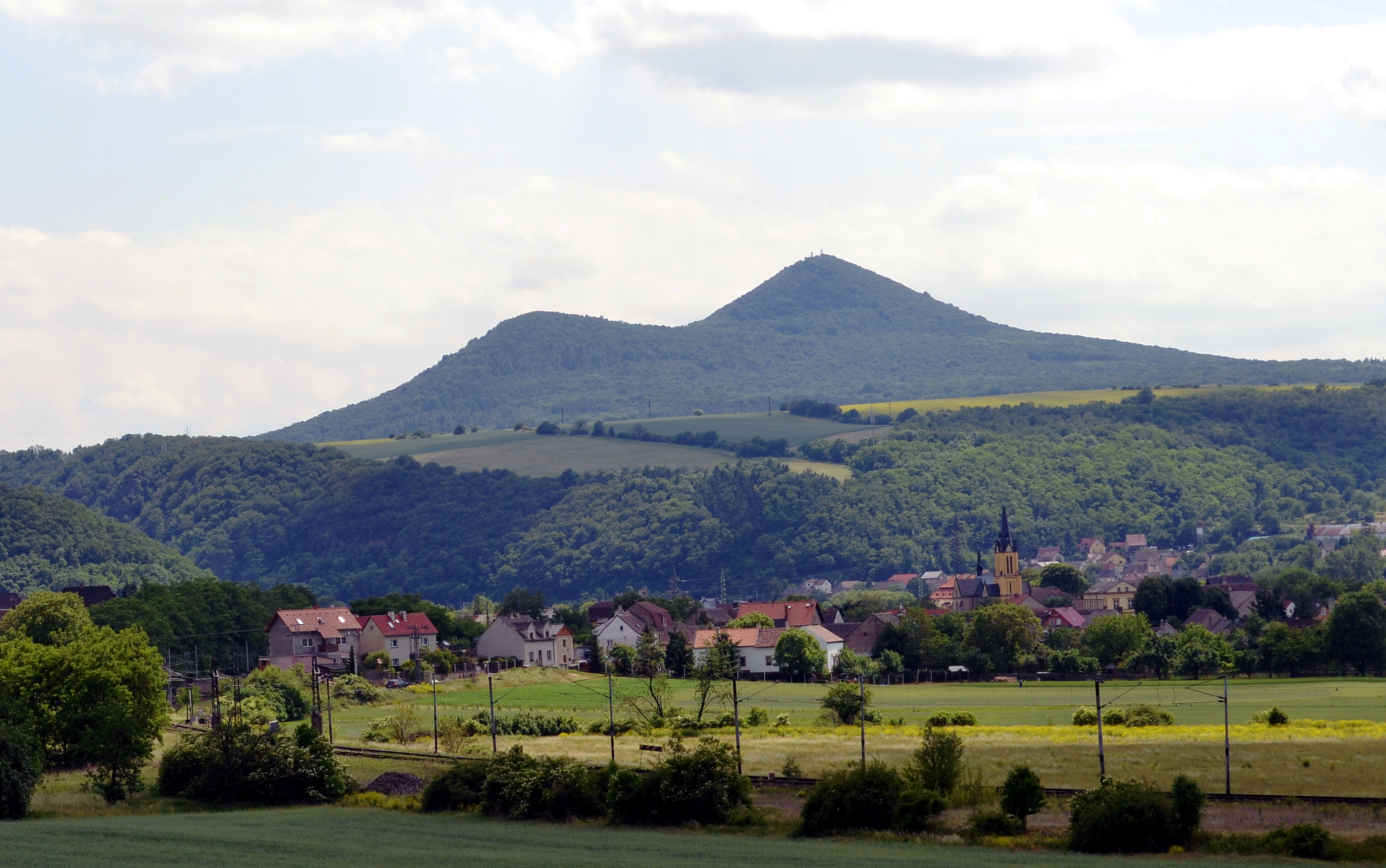
Libochovany

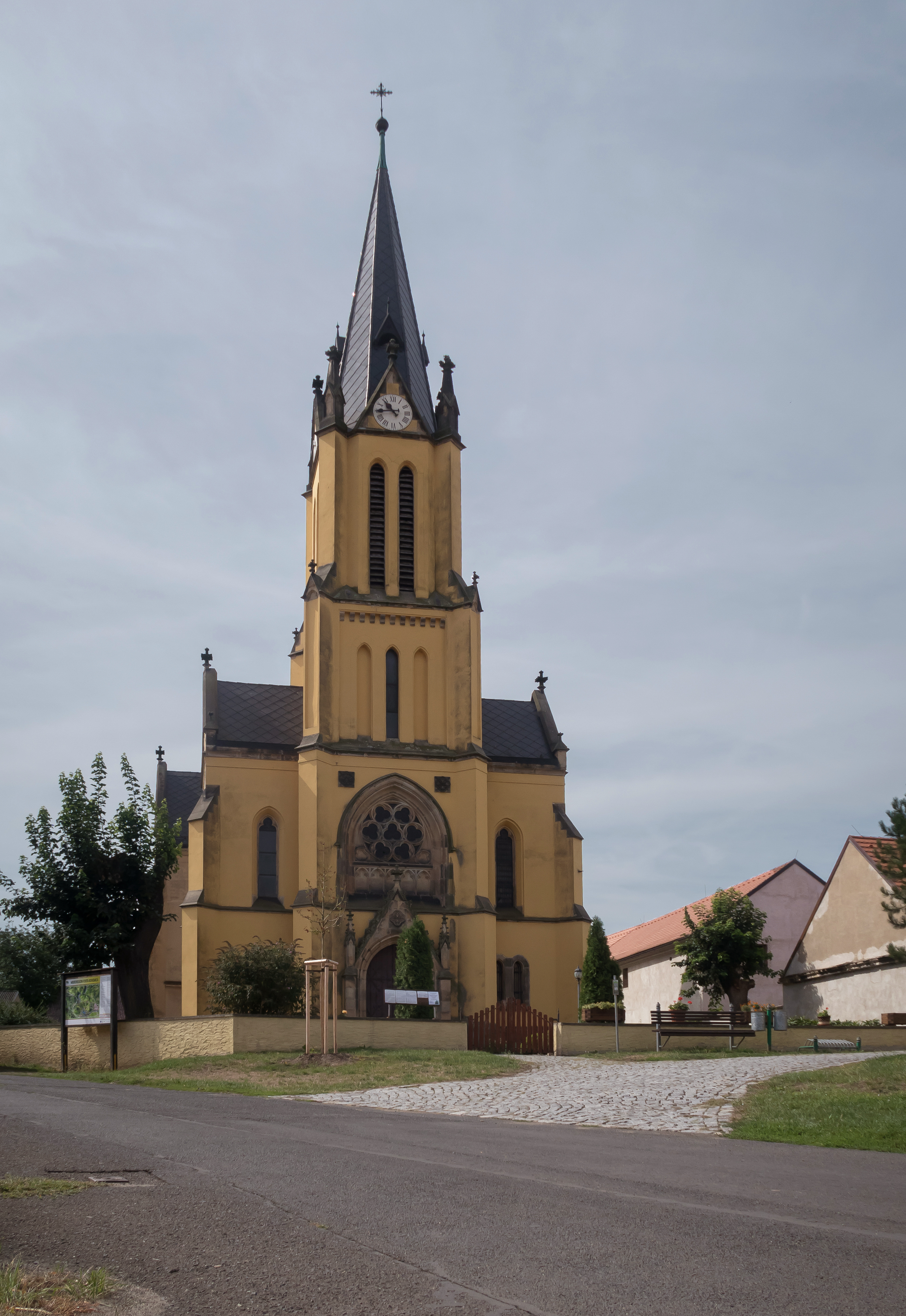
Sankt Marienkirche

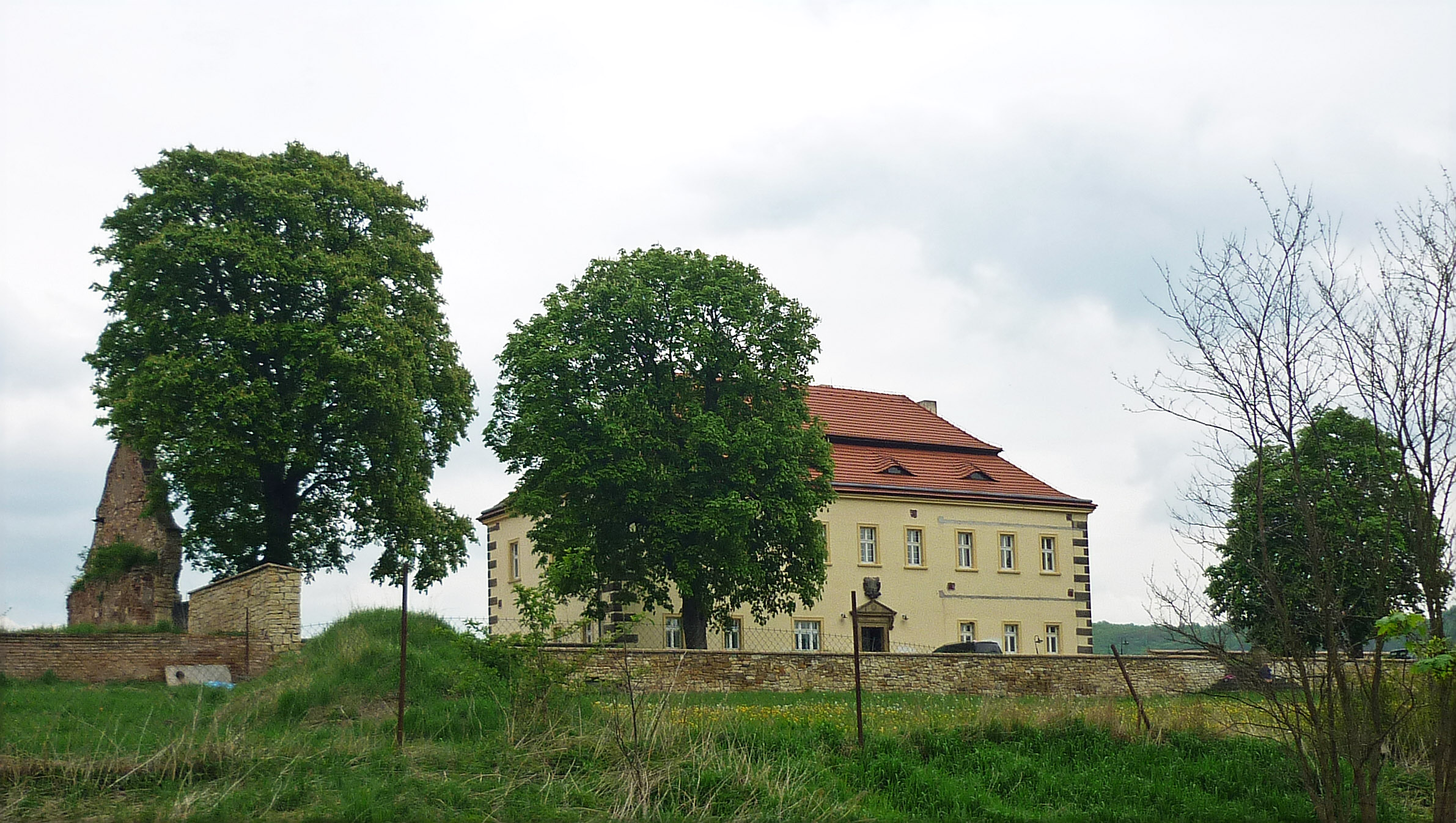
Schloss Libochowan

Libochovany wird erstmals im Jahre 1170 urkundlich erwähnt. Anstelle der aus dem 13. Jahrhundert stammenden ehemaligen Burg wird am Ende des 16. Jahrhunderts das noch heute bestehende Renaissanceschloss erbaut. Aus den Jahren 1893 bis 1895 stammt die neugotische Marienkirche.
Schon Anfang des 20. Jahrhunderts bestand am nahen Deblík (Deblikberg) ein Basaltsteinbruch. In den letzten Jahrzehnten wurde der Abbau des Gesteins auch auf die nahe Trabice (Trabitze) ausgeweitet. Mittlerweile fielen dem Abbau schon große Teile beider Berge zum Opfer. Die Fördermenge beläuft sich derzeit auf bis zu 600.000 t im Jahr.
Seit 1874 verläuft durch Libochovany die einstige Österreichische Nordwestbahn, an der Libochovany einen Haltepunkt besitzt. Die Elbfähre ins benachbarte Prackovice nad Labem (Praskowitz) besteht nicht mehr.

## Gemeindegliederung
Die Gemeinde Libochovany besteht aus den Ortsteilen Libochovany (Libochowan) und  Řepnice (Repnitz), die zugleich auch Katastralbezirke bilden.

## Sehenswürdigkeiten
- Schloss Libochovany
- St. Marienkirche
- Dreifaltigkeitssäule